# Malarz Kleofradesa

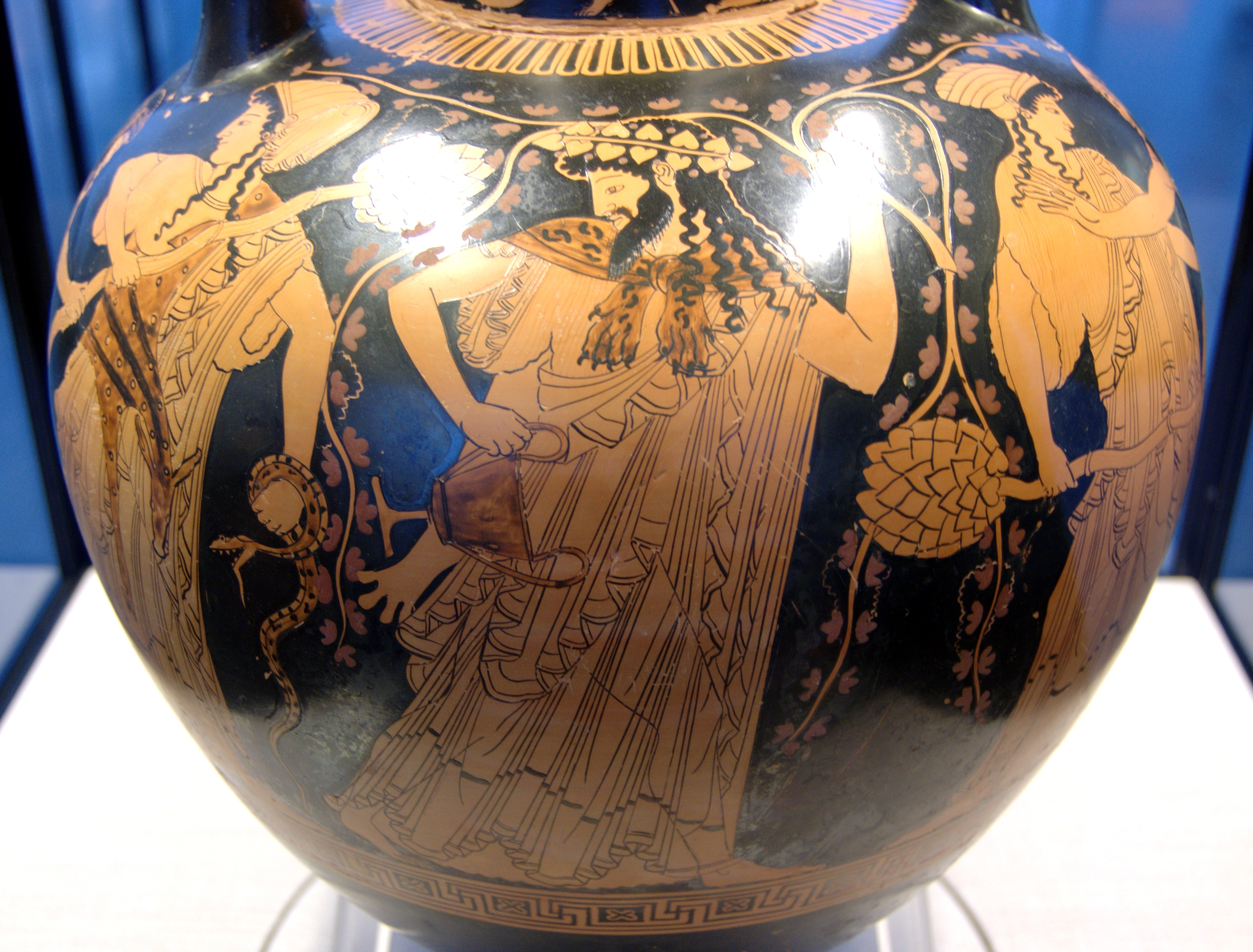
Fragment dekoracji amfory z przedstawieniem Dionizosa i jego orszaku (thiasos), 500-490 p.n.e.

Malarz Kleofradesa – ateński malarz ceramiczny działający na przełomie VI i V wieku p.n.e., tworzący w stylu czerwonofigurowym.
Jego miano pochodzi od sygnatury malarza na ozdobionej przez niego wazie, znajdującej się w paryskim Cabinet des Médailles. Jego prawdziwe imię, znane z pelike nr 1270 ze zbiorów berlińskich, brzmiało Epiktetos. 
Dekorował głównie duże naczynia (amfory, hydrie), przypisuje mu się autorstwo ponad 100 malowideł wazowych. Malował zarówno poważne sceny mitologiczne, jak i lżejsze tematy związane z życiem codziennym. Jego styl charakteryzował się nowatorstwem, przedstawione przez niego postaci cechują się znaturalizowanymi pozami, często przedstawiane są od tyłu lub ze skręconymi torsami, a także ożywioną mimiką.